# Línea 9 (Buenos Aires)
La línea 9 es una línea de colectivos de Buenos Aires. Une el barrio porteño de Retiro con Villa Caraza ubicada en el sur del conurbano bonaerense.
La línea es operada por General Tomás Guido S.A, que también controla las líneas 25, 84, 164, 271, 299, 373, 384 y 570. Desde 2012, pertenece al Grupo DOTA y a Grupo Autobuses Santa Fe.

## Ramales

### Recorrido 1 por José María Moreno: Terminal de Ómnibus de Retiro – Villa Caraza
Ida a Villa Caraza: Desde Estación Terminal de Ómnibus de Retiro por calle interna sin nombre, Avenida Antártida Argentina, Avenida José María Ramos Mejía, Ingreso a carriles exclusivos Metrobús Del Bajo por Avenida del Libertador, carriles exclusivos Metrobús Del Bajo hasta Paraguay, Avenida Leandro Nicéforo Alem, Avenida Córdoba, Metrobús 9 de Julio hasta la altura de Carlos Calvo, Lima, Constitución, Lima Este, General Hornos, Finocchietto, Herrera, Ituzaingó, Paracas, 15 de noviembre de 1889, Combate de Los Pozos, Avenida Caseros, Raulet, Avenida Sáenz, Cruce Puente Alsina, Avenida Remedios de Escalada de San Martín, Teniente Coronel Jorge Obon, Coronel Ignacio Warnes, Coronel Osorio, José María Moreno, Chubut, Tagle, 1.º de Mayo, Mendoza Hasta Marco Avellaneda.
Vuelta a Estación Terminal de Ómnibus de Retiro: Desde Mendoza y Marco Avellaneda por Mendoza, General Olazábal, Tagle, Chubut, José María Moreno, Avenida Bernardino Rivadavia, Emilio Castro, Ucrania, José María Moreno, Coronel Osorio, Coronel Ignacio Warnes, Teniente Coronel Jorge Obon, Avenida Remedios de Escalada de San Martín, Cruce Puente Alsina, Avenida Sáenz, Avenida Caseros, Salta, Avenida Brasil, Bernardo de Irigoyen, Carril Del Corredor Metrobús 9 de Julio hasta Marcelo Torcuato de Alvear, Carlos Pellegrini, Avenida Santa Fe, Florida, San Martín, Doctor Gustavo Martínez Zuviría, Avenida Doctor José María Ramos Mejía, Avenida Antártida Argentina, Mayor Arturo P. Luisoni, Teodoro P. Fels, Avenida Gendarmería Nacional, Prefectura Naval Argentina, Carlos Perette, Ingresando a la Estación Terminal de Ómnibus de Retiro donde estaciona.

### Recorrido 2 por Coronel Castro: Terminal de Ómnibus de Retiro – Villa Caraza
Ida a Villa Caraza: Desde Estación Terminal de Ómnibus de Retiro por calle interna sin nombre, Avenida Antártida Argentina, Avenida José María Ramos Mejía, Ingreso a carriles exclusivos Metrobús Del Bajo por Avenida del Libertador, carriles exclusivos Metrobús del Bajo hasta Paraguay, Avenida Leandro Nicéforo Alem, Avenida Córdoba, Metrobús 9 de Julio hasta la altura de Carlos Calvo, Lima, Constitución, Lima Este, General Hornos, Finocchietto, Herrera, Ituzaingó, Paracas, 15 de noviembre de 1889, Combate De Los Pozos, Avenida Caseros, Raulet, Avenida Sáenz, Cruce Puente Alsina, Avenida Remedios De Escalada De San Martín, Teniente Coronel Jorge Obon, Coronel Ignacio Warnes, Coronel Osorio, José María Moreno, Coronel Murguiondo, Coronel Castro, Boquerón, General Olazábal, Tagle, 1.º De Mayo, Mendoza hasta Marco Avellaneda.
Vuelta a Estación Terminal de Ómnibus de Retiro: Desde Mendoza y Marco Avellaneda por Mendoza, General Olazábal, Boquerón, Coronel Castro, Coronel Murguiondo, José María Moreno, Coronel Osorio, Coronel Ignacio Warnes, Teniente Coronel Jorge Obon, Avenida Remedios De Escalada De San Martín, Cruce Puente Alsina, Avenida Sáenz, Avenida Caseros, Salta, Avenida Brasil, Bernardo de Irigoyen, Carril Del Corredor Metrobús 9 de Julio hasta Marcelo Torcuato de Alvear, Carlos Pellegrini, Avenida Santa Fe, Florida, San Martín, Doctor Gustavo Martínez Zuviría, Avenida Doctor José María Ramos Mejía, Avenida Antártida Argentina, Mayor Arturo P. Luisoni, Teodoro P. Fels, Avenida Gendarmería Nacional, Prefectura Naval Argentina, Carlos Perette, Ingresando a la Estación Terminal de Ómnibus de Retiro donde estaciona.

### Recorrido Expreso por J. M. Moreno y Puente Olimpico Ribera Sur: Terminal de Ómnibus de Retiro – Villa Caraza
Ida a Villa Caraza: Desde Estación Terminal de Ómnibus de Retiro por calle interna sin nombre, Avenida Antártida Argentina, Avenida José María Ramos Mejía, Ingreso a carriles exclusivos Metrobús Del Bajo por Avenida del Libertador, carriles exclusivos Metrobús del Bajo hasta Paraguay, Avenida Leandro Nicéforo Alem, Avenida Córdoba, Metrobús 9 de Julio hasta la altura de Carlos Calvo, Carlos Calvo, Ingreso a la Autopista 25 de Mayo - AU1, Autopista 25 de Mayo - AU1, Ingreso Al Carril Del Metrobús AU 25 de Mayo, Carril Del Metrobús AU 25 de Mayo, Egreso Del Carril Del Metrobús AU 25 de Mayo en el Peaje Dellepiane, Autopista Teniente General Luis Dellepiane, Egreso de Autopista Teniente General Luis Dellepiane en Escalada, Avenida Escalada, Avenida 27 de Febrero, Rotonda de acceso a la Autopista Presidente Héctor José Cámpora, Avenida 27 de Febrero, Calle de acceso al Puente Olímpico Ribera Sur, Cruce Puente Olímpico Ribera Sur, Coronel Osorio, José María Moreno, Chubut, Tagle, 1.º de Mayo, Mendoza Hasta Marco Avellaneda.
Regreso a Estación Terminal de Ómnibus de Retiro: Desde Mendoza y Marco Avellaneda por Mendoza, General Olazábal, Tagle, Chubut, José María Moreno, Avenida Bernardino Rivadavia, Emilio Castro, Ucrania, José María Moreno, Coronel Osorio, acceso Puente Olímpico Ribera Sur, Cruce Puente Olímpico Ribera Sur, Avenida 27 de Febrero, Avenida Escalada, Autopista Teniente General Luis Dellepiane, Carril Del Metrobús AU 25 de Mayo, Egreso Del Carril Del Metrobús AU 25 de Mayo, Autopista 25 de Mayo - AU1 saliendo en Constitución, Lima Este, Avenida Brasil, Bernardo de Irigoyen, Carril Del Corredor Metrobús 9 de Julio hasta Marcelo Torcuato de Alvear, Carlos Pellegrini, Avenida Santa Fe, Florida, San Martín, Doctor Gustavo Martínez Zuviría, Avenida Doctor José María Ramos Mejía, Avenida Antártida Argentina, Mayor Arturo P. Luisoni, Teodoro P. Fels, Avenida Gendarmería Nacional, Prefectura Naval Argentina, Carlos Perette, Ingresando a la Estación Terminal de Ómnibus de Retiro donde estaciona.

## Pasajeros
| Año  | Pasajeros  | Pasajeros por día | Variación |
| ---- | ---------- | ----------------- | --------- |
| 2016 | 11 539 074 | 31 528            | 0,00%     |
| 2017 | 11 963 098 | 32 702            | 3,44%     |
| 2018 | 11 406 185 | 31 250            | 4,66%     |

Fuente: Ministerio de Transporte

## Lugares de Interés
- Terminal de Ómnibus Retiro
- Edificio Cóndor
- Torre Monumental
- Plaza General San Martín
- Galerías Pacífico
- Teatro Colón
- Obelisco de Buenos Aires
- Plaza Constitución
- Hospital Británico
- Hospital Garrahan
- Parque de los Patricios
- Puente Alsina